# Wijken en buurten in Vlagtwedde
De Nederlandse gemeente Vlagtwedde is voor statistische doeleinden onderverdeeld in wijken en buurten. De gemeente is verdeeld in de volgende statistische wijken:
- Wijk 00 Sellingen (CBS-wijkcode:004800)
- Wijk 01 Vlagtwedde (CBS-wijkcode:004801)
- Wijk 02 Bourtange (CBS-wijkcode:004802)
- Wijk 03 Sellingerbeetse (CBS-wijkcode:004803)
- Wijk 04 Ter Apel (CBS-wijkcode:004804)
- Wijk 05 Ter Wisch (CBS-wijkcode:004805)
- Wijk 06 de Maten (CBS-wijkcode:004806)

Een statistische wijk kan bestaan uit meerdere buurten. Onderstaande tabel geeft de buurtindeling met kentallen volgens het Centraal Bureau voor de Statistiek (2008):
| CBS-buurtcode | Buurtnaam                                          | Inwonertal | Opp. totaal (ha) | Opp. land (ha) | Ligging                |
| ------------- | -------------------------------------------------- | ---------- | ---------------- | -------------- | ---------------------- |
| BU00480000    | Sellingen                                          | 1060       | 79               | 79             | Locatie in de gemeente |
| BU00480001    | Laude                                              | 40         | 56               | 55             | Locatie in de gemeente |
| BU00480004    | Jipsinghuizen en Plaggenborg                       | 150        | 45               | 44             | Locatie in de gemeente |
| BU00480006    | Leemdobben en Lammerweg                            | 130        | 124              | 123            | Locatie in de gemeente |
| BU00480008    | Verspreide huizen ten oosten van Ruiten-Aa-kanaal  | 210        | 1378             | 1369           | Locatie in de gemeente |
| BU00480009    | Verspreide huizen Sellingen                        | 320        | 1293             | 1256           | Locatie in de gemeente |
| BU00480100    | Vlagtwedde                                         | 1930       | 190              | 189            | Locatie in de gemeente |
| BU00480101    | Wollinghuizen                                      | 40         | 45               | 45             | Locatie in de gemeente |
| BU00480102    | Vlagtwedder-Veldhuis                               | 120        | 81               | 80             | Locatie in de gemeente |
| BU00480103    | Veele                                              | 200        | 163              | 161            | Locatie in de gemeente |
| BU00480104    | Ellersinghuizen                                    | 80         | 117              | 117            | Locatie in de gemeente |
| BU00480109    | Verspreide huizen Vlagtwedde                       | 260        | 854              | 840            | Locatie in de gemeente |
| BU00480200    | Bourtange                                          | 430        | 159              | 150            | Locatie in de gemeente |
| BU00480201    | Pallert                                            | 70         | 85               | 85             | Locatie in de gemeente |
| BU00480202    | Weite                                              | 50         | 32               | 31             | Locatie in de gemeente |
| BU00480204    | Stakenborg                                         | 200        | 558              | 554            | Locatie in de gemeente |
| BU00480207    | Verspreide huizen Hebrecht                         | 100        | 1419             | 1402           | Locatie in de gemeente |
| BU00480208    | Verspreide huizen Bourtange                        | 250        | 710              | 684            | Locatie in de gemeente |
| BU00480209    | Verspreide huizen ten noorden van Vlagtwedde       | 120        | 1011             | 1001           | Locatie in de gemeente |
| BU00480300    | Harpel                                             | 150        | 191              | 191            | Locatie in de gemeente |
| BU00480301    | Sellingerbeetse                                    | 210        | 719              | 667            | Locatie in de gemeente |
| BU00480302    | Jipsingboertange                                   | 180        | 47               | 47             | Locatie in de gemeente |
| BU00480309    | Verspreide huizen tussen Harpel en Sellingerbeetse | 220        | 2544             | 2524           | Locatie in de gemeente |
| BU00480400    | Ter Apel                                           | 3420       | 243              | 236            | Locatie in de gemeente |
| BU00480401    | Barnflair                                          | 240        | 173              | 171            | Locatie in de gemeente |
| BU00480402    | Ter Apelkanaal                                     | 690        | 206              | 200            | Locatie in de gemeente |
| BU00480403    | Ter Apel-West                                      | 570        | 54               | 51             | Locatie in de gemeente |
| BU00480404    | Jipsingboermussel en Zandberg                      | 410        | 70               | 68             | Locatie in de gemeente |
| BU00480405    | Munnekemoer                                        | 200        | 150              | 147            | Locatie in de gemeente |
| BU00480406    | Burgemeester Beinsdorp                             | 410        | 20               | 20             | Locatie in de gemeente |
| BU00480407    | Agobuurt                                           | 590        | 229              | 223            | Locatie in de gemeente |
| BU00480408    | Ter Apel 't Heem                                   | 1950       | 113              | 103            | Locatie in de gemeente |
| BU00480409    | Verspreide huizen Ter Apel en Ter Apelkanaal       | 150        | 1206             | 1187           | Locatie in de gemeente |
| BU00480508    | Verspreide huizen te Laudermarke                   | 130        | 1028             | 1017           | Locatie in de gemeente |
| BU00480509    | Verspreide huizen Ter Wisch                        | 210        | 1256             | 1249           | Locatie in de gemeente |
| BU00480600    | de Maten                                           | 170        | 42               | 42             | Locatie in de gemeente |
| BU00480609    | Verspreide huizen ten zuiden van Ter Apel          | 670        | 363              | 360            | Locatie in de gemeente |